# Ryszard Kopijasz
Ryszard Kopijasz (ur. 8 lutego 1952 w Bolesławcu) – polski lekkoatleta, długodystansowiec, wielokrotny mistrz i rekordzista Polski.

## Osiągnięcia
Wystąpił w finale Pucharu Europy w 1977 w Helsinkach, gdzie zajął 5. miejsce w biegu na 5000 metrów. Na mistrzostwach Europy w 1978 w Pradze zajął 17. miejsce w biegu na 10 000 metrów, a maratonu nie ukończył. Wygrał półfinał (w Lüdenscheid), a w finale Pucharu Europy w 1979 w Turynie zajął 5. miejsce na 10 000 m. Na mistrzostwach Europy w 1982 w Atenach ponownie nie ukończył maratonu.
Zdobył sześć tytułów mistrza Polski:
- bieg na 5000 m – 1980
- bieg na 10 000 m – 1976, 1977 i 1980
- bieg na 20 km – 1981
- bieg maratoński – 1982

Był również czterokrotnym srebrnym i jednokrotnym brązowym medalistą mistrzostw Polski.
Był rekordzistą Polski na 10 000 m (27:56,06 s. - 3 lipca 1978, Sztokholm) oraz w biegu maratońskim (2.11:50 s. - 7 kwietnia 1984, Maassluis).
W latach 1975–1980 wystąpił w 15 meczach reprezentacji Polski (16 startów), odnosząc 3 zwycięstwa indywidualne.
Był zawodnikiem Lumelu Zielona Góra i Górnika Brzeszcze.

## Rekordy życiowe
źródło:
| Konkurencja      | Data i miejsce             | Wynik                                                  |
| ---------------- | -------------------------- | ------------------------------------------------------ |
| bieg na 3000 m   | 1 czerwca 1979, Warszawa   | 7:52,89 - 15. wynik w historii polskiej lekkoatletyki  |
| bieg na 5000 m   | 18 czerwca 1979, Warszawa  | 13:35,70 - 11. wynik w historii polskiej lekkoatletyki |
| bieg na 10 000 m | 3 lipca 1978, Sztokholm    | 27:56,06 - 2. wynik w historii polskiej lekkoatletyki  |
| bieg maratoński  | 7 kwietnia 1984, Maassluis | 2:11:50                                                |